# Вуковије Доње
Вуковије Доње је насељено мјесто у Општини Калесија, Федерација Босне и Херцеговине, БиХ.

## Становништво
| Националност       | 1991.          | 1981.          | 1971.          |
| Муслимани          | 2.686 (98,71%) | 2.382 (98,67%) | 1.911 (99,22%) |
| Срби               | 3 (0,11%)      | 4 (0,16%)      | 3 (0,15%)      |
| Хрвати             | 2 (0,07%)      | 0              | 0              |
| Југословени        | 5 (0,18%)      | 11 (0,45%)     | 2 (0,10%)      |
| остали и непознато | 25 (0,91%)     | 17 (0,70%)     | 10 (0,51%)     |
| Укупно             | 2.721          | 2.414          | 1.926          |